# Elfenbenskustens damlandslag i handboll
Elfenbenskustens damlandslag i handboll representerar Elfenbenskusten i handboll på damsidan. Laget har deltagit i världsmästerskap och kom på 18:e plats i VM 2009.